# Sis Cunningham
Agnes ("Sis") Cunningham (19 de Fevereiro de 1909, Watonga, Oklahoma – 27 de Junho de 2004) foi uma musicista americana, mais conhecida pelo seu envolvimento como performista e publicista de folk music e músicas de protesto. Ela foi a editora fundadora da Broadside Magazine, a qual ela publicava junto a seu marido, Gordon Friesen e suas filhas.